# Klederdracht van Marken

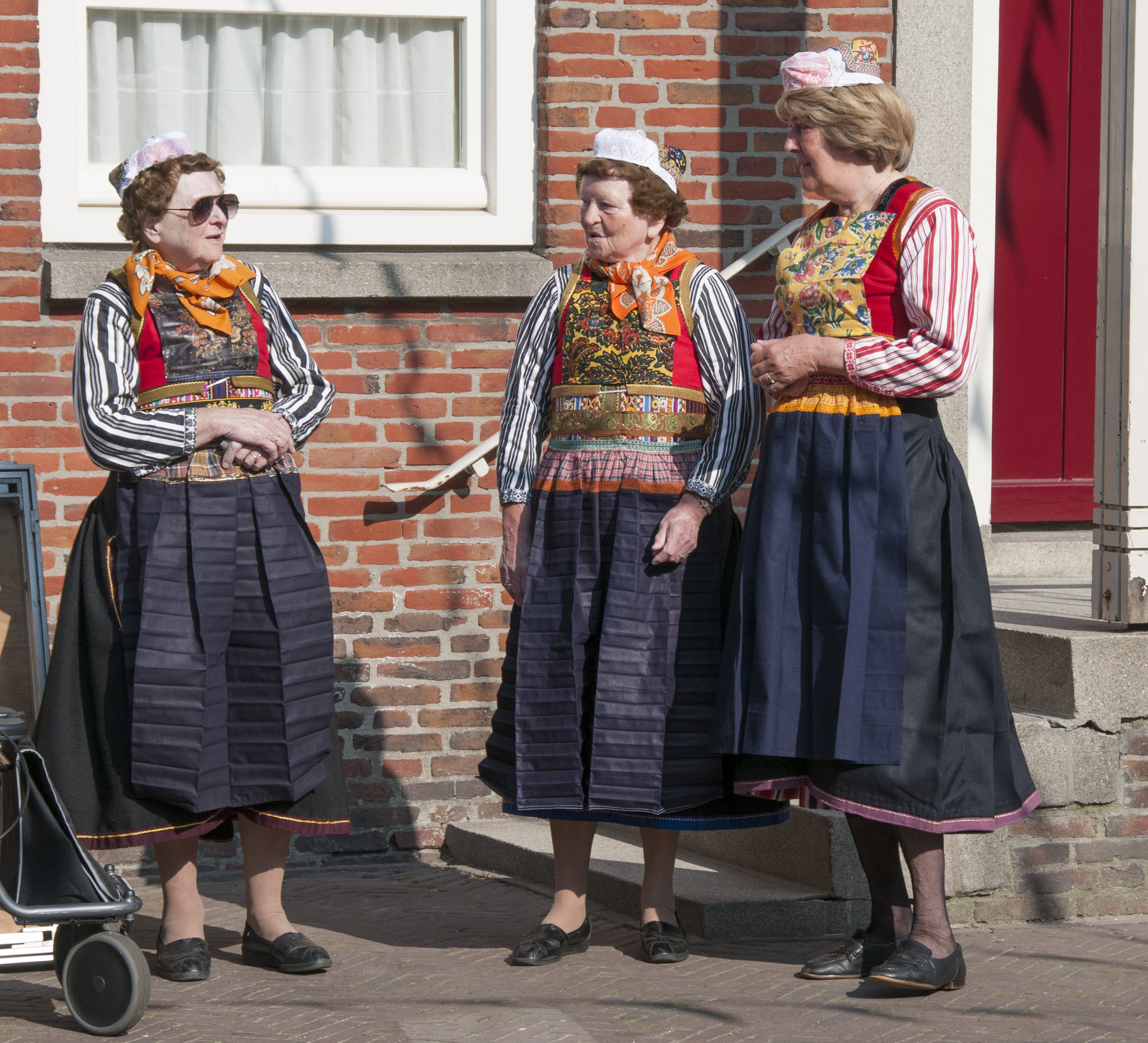
Vrouwen in klederdracht op Marken. Uit de oranje accenten blijkt dat dit tijdens Koninginnedag was, 30 april 2008. De mouwen van de vrouw rechts tonen dat zij uit de rouw is. De andere vrouwen zijn in zware rouw.

De klederdracht van Marken is de traditionele kleding die op het eiland Marken gedragen wordt. De klederdracht van Marken wordt gezien als de meest versierde klederdracht van Nederland. Het Marker borduurwerk, dat op kleding wordt toegepast, maar bijvoorbeeld ook op beddengoed, is immaterieel erfgoed.

## Geschiedenis
Het eiland Marken had oorspronkelijk een zeer geïsoleerde ligging. De bevolking leefde − vooral nadat de monniken in 1345 van het eiland verjaagd waren − van de visserij, waarbij de mannen veel afwezig waren. Er was weinig ruimte op het eiland voor land- of tuinbouw zodat de vrouwen aan huis gekluisterd waren en veel tijd konden besteden aan het maken van kleding. Alle tijd voor het tijdrovende borduren met de hand.
De huidige klederdracht is gebaseerd op de mode uit de 16e eeuw. In 1521 verhuisden meer dan 150 gezinnen uit Noord-Holland en Marken naar Amager, een Deens eiland. Deze Nederlandse boeren op Amager namen hun kledingtradities mee, maar maakten er later andere variaties op.
Een van de specifieke versiersels van de Marker klederdracht zijn de "akertjes", aan de halsdoek gedragen geknoopte kwastjes. Deze akertjes kwamen rond 1650 in zwang. Ze werden oorspronkelijk gemaakt in nonnenkloosters. De akertjes zijn gemaakt van dunne strengen kleine witte kraaltjes, of van strak geknoopt vissersgaren. De akertjes worden in de stijfsel gezet om hun vorm te bewaren.
Tot rond 1930 droeg de gehele bevolking van Marken de traditionele streekdracht. Na de aanleg van de Afsluitdijk verdween de visserij op de Zuiderzee en moesten de mannen ander werk gaan zoeken. Velen gingen werken in de haven van Amsterdam. De mannen waren daarmee de eersten die zich anders gingen kleden. Marken bleef toen nog een eiland met bijbehorende isolatie. Pas in 1957 kwam er een vaste verbinding met het land. Vanaf dat moment werd vooral de jeugd ontrouw aan de traditionele klederdracht.

In de laatste helft van de twintigste eeuw verdween de klederdracht steeds meer, zodat aan het eind van de twintigste eeuw alleen oudere vrouwen de streekdracht nog dagelijks droegen. Tegenwoordig wordt de klederdracht alleen op hoogtijdagen gedragen.

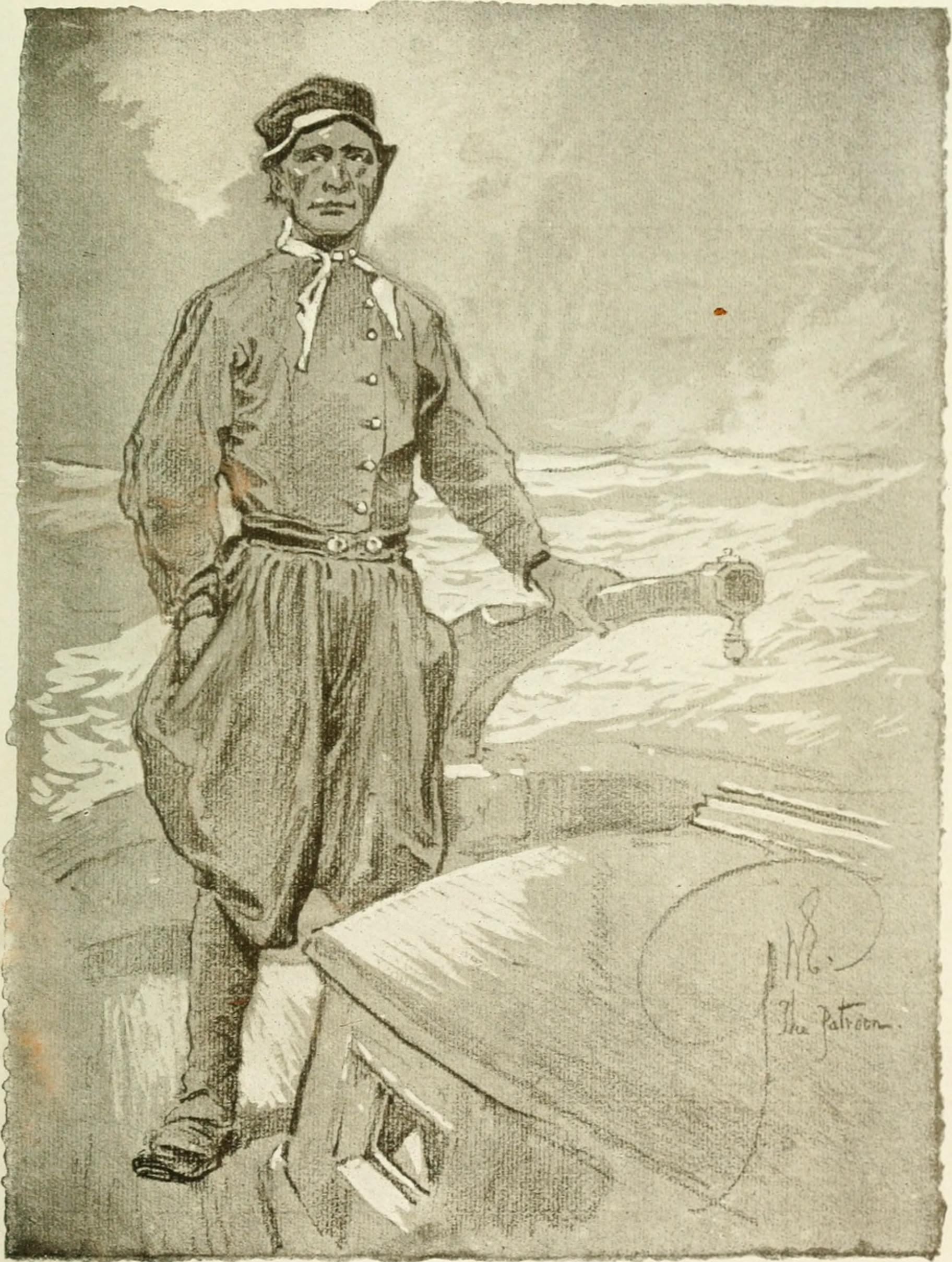
Marker visser, 1912

## Mannen
De dagelijkse dracht van de mannen was afgestemd op hun werk in de visserij. De mannen droegen een wijde broek van zwarte wol. Eenzelfde soort broeken werd in 17e eeuw al gedragen door zeelieden. De broek van de zeelieden op Marken is veel korter dan die van de Volendammers of Urkers en reikt net beneden de knie.

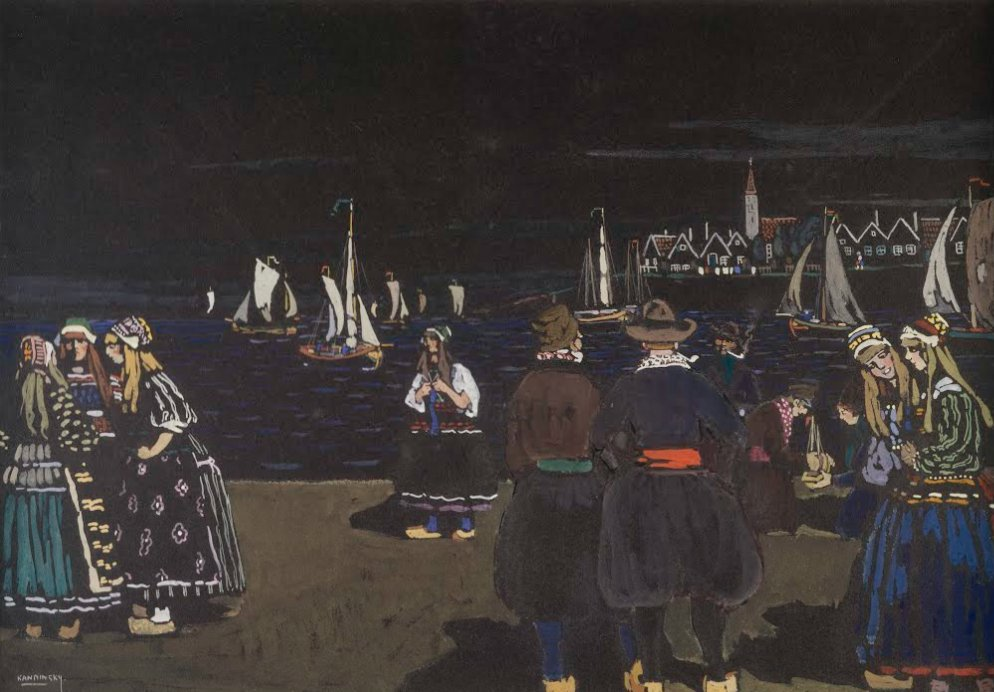
In dit schilderij van Wassily Kandinsky uit 1904 is te zien dat de mannen een kleurige band boven hun broek droegen. Mogelijk is de blauwe versie een rouwkleur.

Boven de broek droegen de mannen een hemd, met daarover een gezondheid, een brede warme band van rode baai, die met bretels op zijn plek werd gehouden. Men dacht dat baai, geverfd met meekrap en vervolgens behandeld met aluin, goed was tegen jicht en reumatiek. Over de gezondheid werd een vrij korte boezeroen gedragen, waarvan de knoopsgaten waren afgewerkt met rode festonsteken. De halsboorden van de mannenkleding zijn geborduurd, dit wordt het beffie genoemd. Naast de rood omgestoken knoopsgaten bovenaan zijn de voorletters met rode borduursteken aangebracht.
Naast de winterse dracht hadden de mannen een zomerse dracht, met een witte broek van katoen of linnen. Ook hadden de mannen een nettere zondagse dracht, waarbij zij een zwarte hoed droegen en een zwarte jas van wol. Om de hals droeg de man op zondag een bontgeruit doekje.
Er is weinig verschil tussen de dracht in de rouw en uit de rouw. In rouw worden de knoopsgaten voorzien van groene in plaats van rode festonsteken. Ook de voorletters op het beffie zijn dan zwart in plaats van rood. Het halsdoekje is in de rouw zwart/wit.
In de bruidsdracht zijn de letters en de omranding van de knoopsgaten wit.

## Vrouwen

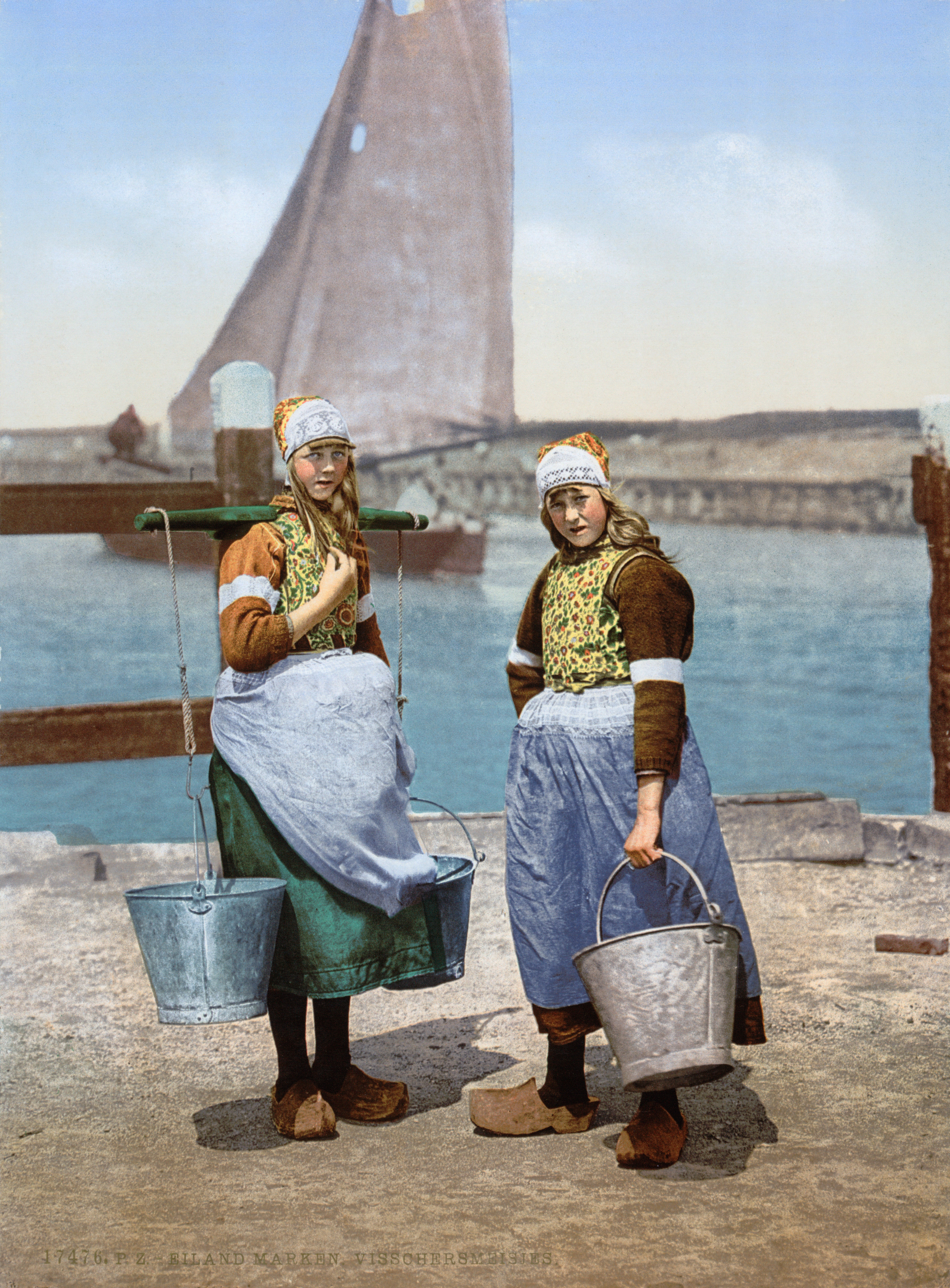
Vrouwen in werkdracht met witte schorten en grote kap, rond 1900.

Voor de vrouwen is er veel variatie in dracht. Men onderscheidt:
- dagelijkse dracht (zomer en winter gelijk);
  - uit de rouw is de dracht zeer kleurrijk, de mouwen zijn rood/wit gestreept;
  - lichte rouw is de dracht iets minder kleurrijk, met name zijn er zwarte strepen op de mouwen te zien;
  - zware rouw, vooral te herkennen aan zwart/wit gestreepte mouwen;
- werkdracht voor binnenshuis, de vrouwen dragen een wit schort;
- zondagse dracht;
- lente- en herfstdracht, voor de periodes Sint Maarten - Kerstmis en van Pasen tot Pinksteren;
- speciale drachten voor Pasen, Pinksteren, voor oranjefeesten en voor bruiloften.

### Dagelijkse dracht
De dagelijkse dracht van vrouwen bestaat uit de volgende onderdelen:
- een onderjak, kortweg de "mouwen" genoemd. Een onderhemd waarvan alleen de mouwen van strepen zijn voorzien. De rest van het jak is namelijk toch niet zichtbaar.[5] Uit de rouw zijn de strepen rood/wit. In lichte rouw is naast het rood/wit een zwarte streep aanwezig, bij zware rouw zijn de mouwen zwart-wit gestreept.
- Over de mouwen werden ter bescherming "steekmouwen" gedragen, die liepen van elleboog tot pols. Daarmee werd voorkomen dat de mouwen snel vuil werden.[5] 's Winters werd een dikkere steekmouw gebruikt dan 's zomers.
- Over de mouwen wordt een geborduurd hesje gedragen dat "middelde" wordt genoemd, een historisch overblijfsel van het traditionele rijglijf. Aan de voorzijde van het middelde zitten gaatjes waar een veter door geregen wordt. De oude rijglijven waren versterkt met baleinen en worden tegenwoordig niet meer gedragen.[1] Het middelde wordt met borduurwerk versierd, dat aan mode onderhevig is. Elke borduurster heeft haar eigen voorkeuren. Vaak zijn de middeldes versierd met bloemen. Omdat alleen de onderkant van het middelde te zien is, wordt vaak alleen de onderzijde versierd. Als de oudere rijglijfjes zichtbaar zijn, ziet men op de rugzijde geborduurde bloemen.
- Over het middelde gaat een kort mouwloos jasje, "voorpanden" genoemd. De voorzijde hiervan is altijd van rode baai, ook in rouw. Traditioneel werd de baai met meekrap rood geverfd. De achterzijde van de voorpanden is van zijde en heeft een andere kleur, bijvoorbeeld blauw, groen of paars. In rouw wordt een donkerder kleur gebruikt dan buiten rouw. De randen van de voorpanden zijn afgewerkt met een strook, die "koor" genoemd wordt. Oorspronkelijk was het speciaal geweven band in keperbinding met driehoekjes aan één zijde, die spiegeltjes genoemd worden.[1] Omdat dit niet meer gemaakt wordt, gebruikt men een versiering met een ander zigzag patroon.
- Onder de hals wordt over de voorpanden een vierkante katoenen doek gespeld, de "bauw". Dit vervangt de in het verre verleden gedragen kroplap die op Spakenburg nog wel gedragen wordt. De bauw is gemaakt van katoen, bedrukt met vrolijk gekleurde bloemen, bij voorkeur van sits. In rouw zijn de kleuren stemmiger, in zware rouw is de bauw zwart-wit. De bauwen worden netjes bewaard in speciale "babbekistjes", met een beschilderde schuifdeksel. Met de keuze van het motief voor de bauw laten vrouwen hun eigen smaak zien. Zij hebben er ook eigen namen aan gegeven zoals slingerbauw - met ranken van planten -, kouseband baai - met verticale strepen - en wuppertjesbauw - met bloemmotiefjes.[7]
- De onderrok, vrijwel niet zichtbaar, bestaat uit kleurige katoen.
- De bovenrok is van zwarte wol. 's Zomers is de rok dunner dan 's winters. De rok heeft rechts voor een split, waaronder een losse zak wordt gedragen.
- Over de rok wordt binnenshuis een wit schort gedragen, maar buitenshuis een blauwe "boezel", kerreblauwtje geheten. Dat is ook een soort schort, die meestal klein wordt opgevouwen. Om de scherpe vouwen niet te beschadigen wordt de boezel niet helemaal uitgevouwen. Aan de bovenkant is de boezel versierd met het buiten de rouw vrolijk gekleurde "stikkie". Het stikkie wordt aan de boezel vastgemaakt met een witte strook kant of haakwerk. De achterbanden van de boezel zijn versierd met de voor- en achternaam van de vrouw.[4]

### Zondagse dracht
Bij de zondagse dracht wordt een driehoekig doekje om de hals gebonden, met ingestreken vouwen aan de achterkant. Onderaan worden met behulp van zilveren haakjes akertjes aangebracht. Deze akertjes, een soort kwastjes gemaakt van snoertjes kralen, zijn onderdeel van het immaterieel erfgoed.

### Mutsen

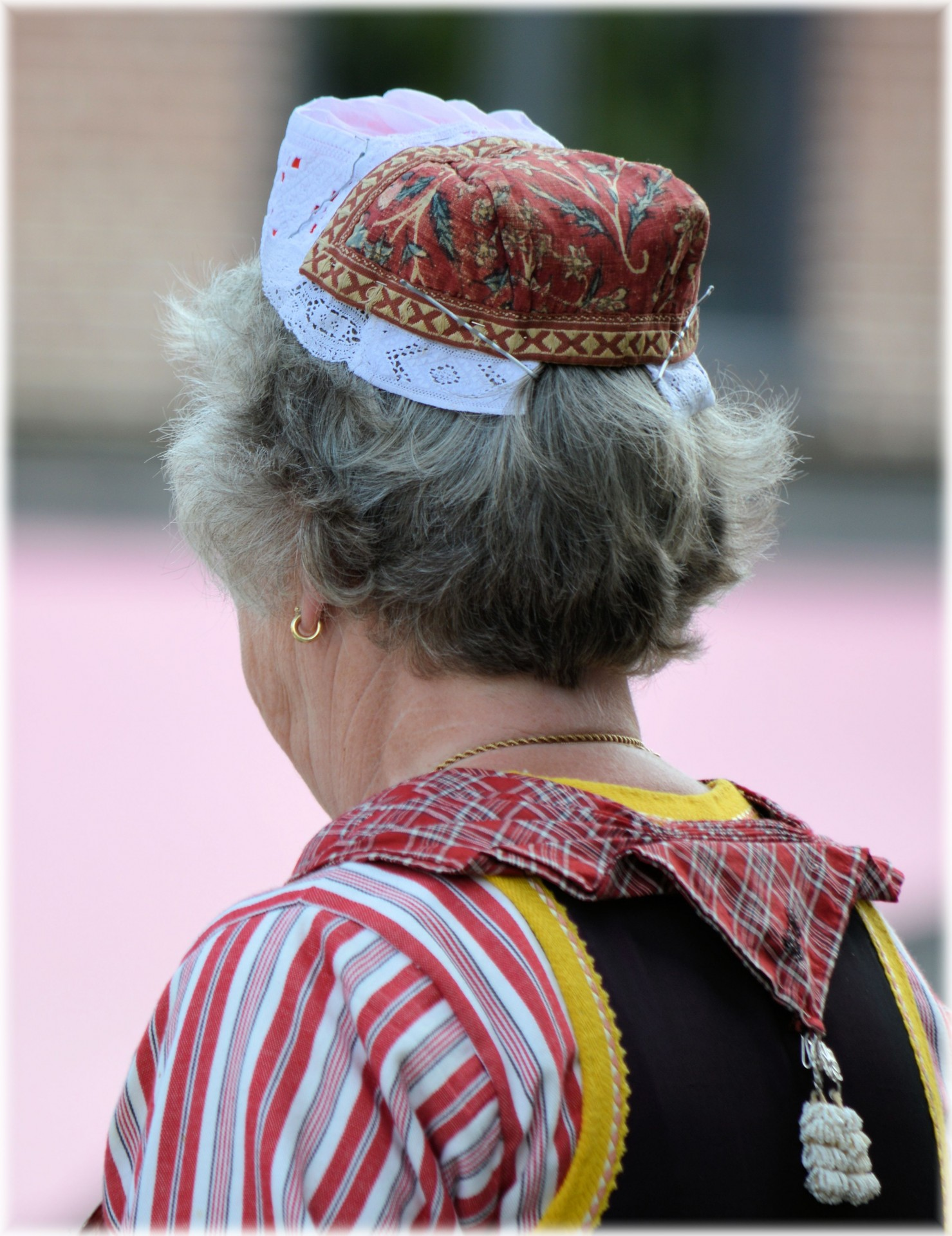
Muts en mouwen volgens lichte rouw. Op de rug de witte akertjes.

Oorspronkelijk droegen volwassen vrouwen een "grote kap" die uit twaalf onderdelen baai, linten, kant en karton bestond. De rode baai werd onder het kloskant van de bole hullekap aangebracht, om de motieven beter te laten uitkomen. De grote kap werd eenmaal per week aangebracht door bijvoorbeeld een buurvrouw. 's Nachts kon men de kap ophouden, door halfzittend te slapen.
Rond 1960 raakte deze grote kap in onbruik. Sindsdien dragen de vrouwen hetzelfde mutsje dat door meisjes gedragen werd, dat uit "slechts" zeven onderdelen bestaat, gemaakt van Brusselse kant, rode baai, batist, sits en zijde. Het mutsje wordt samengesteld van het hoofd af, bijvoorbeeld op een omgekeerde kruik, en in zijn geheel op het hoofd gespeld. Het mutsje wordt, zeker bij kinderen, met een strook linnen onder de kin op zijn plaats gehouden. Deze strook linnen is versierd met zwartborduurwerk, kruissteken waarbij zwart garen wordt gebruikt. Ook volwassen vrouwen dragen linten als keelband bij hun muts. De kleuren daarvan wijken af tijdens de rouw (groen of zwart) of tijdens feestelijke gelegenheden (wit). Linten worden dan resp. met zwartborduurwerk of witborduurwerk versierd. De voorstellingen op dat lint zijn vaak bijbels, maar er worden ook andere oude motieven gebruikt. Zo kennen de Marker vrouwen kastelenlint, engelenlint, kerk, kandelaar, geloof, hoop en liefde. De vrouwen bedachten hun eigen variaties op het borduurwerk. De initialen van de draagster zijn aan het eind van de linten geborduurd.
Op zondag is het mutsje van fijnere materialen gemaakt, bij voorkeur een deel van kant met een rozenmotief, over de rooie baai heen.

### Haardracht
De grote kap werd gedragen op lange pijpekrullen en op met naar bovengekrulde pony, die met suikerwater in de juiste vorm werd gebracht. In de nek werd het haar zeer kort gemaakt, opdat het niet onder de muts vandaan kwam.

### Kousen en klompen

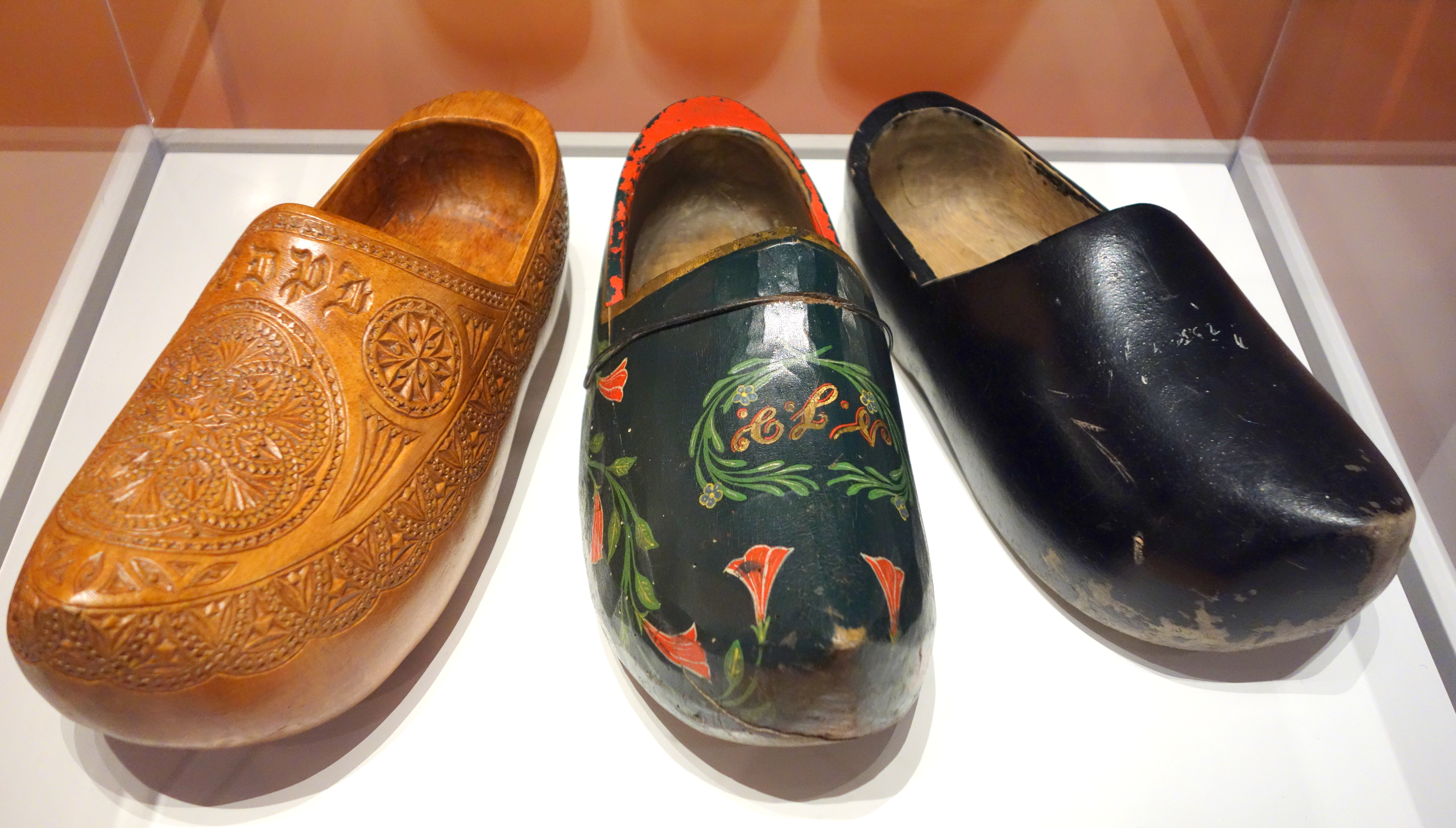
Van links naar rechts een bruidsklomp, een vrouwenklomp en een klomp voor een begrafenis

De kousen waren zwart en met de hand gebreid. Dit was voordat nylon kousen in zwang kwamen. De klompen van vrouwen waren zwarte met hun namen in witte - gotische - letters voluit; op feestdagen donkergroen en versierd met rode en roze roosjes en groene blaadjes. De mannen dragen zwarte klompen, waarop hun initialen in het wit zijn aangebracht. De Marker kunstschilder Jan Moenis beschilderde vele van deze klompen. Klompen voor meisjes werden met houtsnijwerk versierd.

### Bruidsdracht
De bruid draagt volgens allerlei regels op de verschillende dagen in de aanloop tot de feitelijke trouwdag kleding van oude familiestukken. Op de huwelijksdag zelf was de bruid geheel in het zwart gekleed, met uitzondering van donkerpaarse mouwen en een gele strik die op de borst werd gedragen.
De bruid kreeg van haar aanstaande zelfgemaakte klompen, versierd met kerfwerk. De bruidegom had tijdens zijn zeereizen wel tijd om de bewerkelijke versiering op de klompen aan te brengen. De bruidsklompen werden alleen bij de bruiloft gedragen, en later bewaard op een bankje binnenshuis.

### Feestperiodes

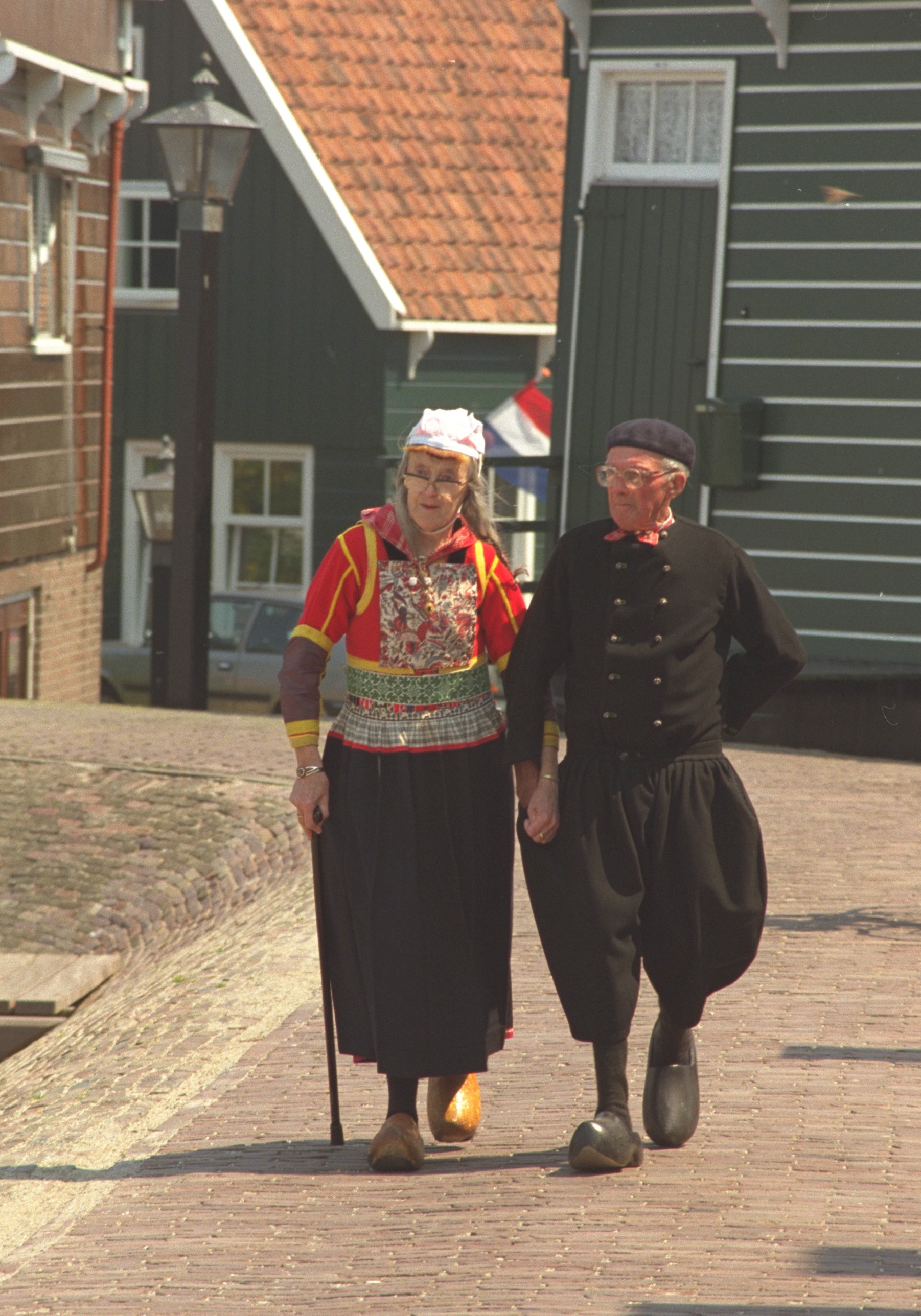
Dracht tijdens Pasen. De vrouw draagt de wollen borsik en steekmouwen in plaats van de dagelijkse gestreepte mouwen.

Met Pasen, maar ook tijdens de genoemde lente- en herfstdracht, dragen de vrouwen andere mouwen, zonder strepen, maar met effen kleur rood. De onderdelen hiervan worden met brede gele wol aan elkaar vastgemaakt, met een variant van de vlechtsteek. In rouw wordt geen gele, maar groene wol gebruikt. Dit wordt de "wollen borsik" genoemd. Met Pasen worden ook losse steekmouwen gedragen, die in de dagelijkse dracht in onbruik zijn geraakt.
Met Pinksteren dragen de vrouwen de mooiste antieke bouwen uit familiebezit, liefst van antieke sits. Buiten rouw dragen zij bovendien witte linnen halsdoekjes, versierd met wit borduurwerk, voorzien van witte kant langs de rand, het zogeheten witwerk. Naast wit borduurwerk worden ook wel draden uit het linnen getrokken om een patroon van gaatjes te maken. Op de punten van de doekjes zijn de initialen van de vrouw geborduurd. Met Pinksteren zijn de mouwen weer rood/wit gestreept (in rouw met zwart), maar dan bij voorkeur van gloednieuwe stof gemaakt. Ook heet het halsdoekje dan "Pinksterdoekje". Op de foto een pinksterdoekje met de initialen A.K. in rood geborduurd en vier gouden aker haakjes, twee zogenaamde rozen en twee tulpen, aan deze haakjes hangen de akertjes vervaardigd van witte kraaltjes door A.K. De initialen staan voor Aaltje Klaas (se) Boes. De vroegere draagster heette Aaltje en de vader Klaas Boes. 
Met Pasen en Pinksteren gebruikt men gouden in plaats van zilveren haakjes om de akertjes aan de halsdoek te bevestigen, als deze in familiebezit zijn.

## Kinderen
Kinderen dragen al sinds lang geen streekdracht meer. Toch is er nog veel bekend over de klederdracht bij kinderen. Kinderen dragen met feestdagen soms nog wel de traditionele kleding. Oppervlakkig bekeken hadden jongens tot een leeftijd van zes jaar en meisjes dezelfde kleding aan, namelijk "rokken". Er zijn echter veel kleine verschillen. Jongens dragen een rozet op de muts, een geruite in plaats van de gebloemde bauw van de meisjes. Ook droegen kleine jongetjes een kerreblauwtje versierd met druiventrossen. Op hun borst dragen de jongens een vertikale witte strook linnen, die op verschillende manieren versierd kan zijn.
Jongens van 8 jaar en meisjes van 10 kregen kleding die meer leek op die van volwassenen, de tussendracht genoemd.